# Sant Fruitós d'Aransís

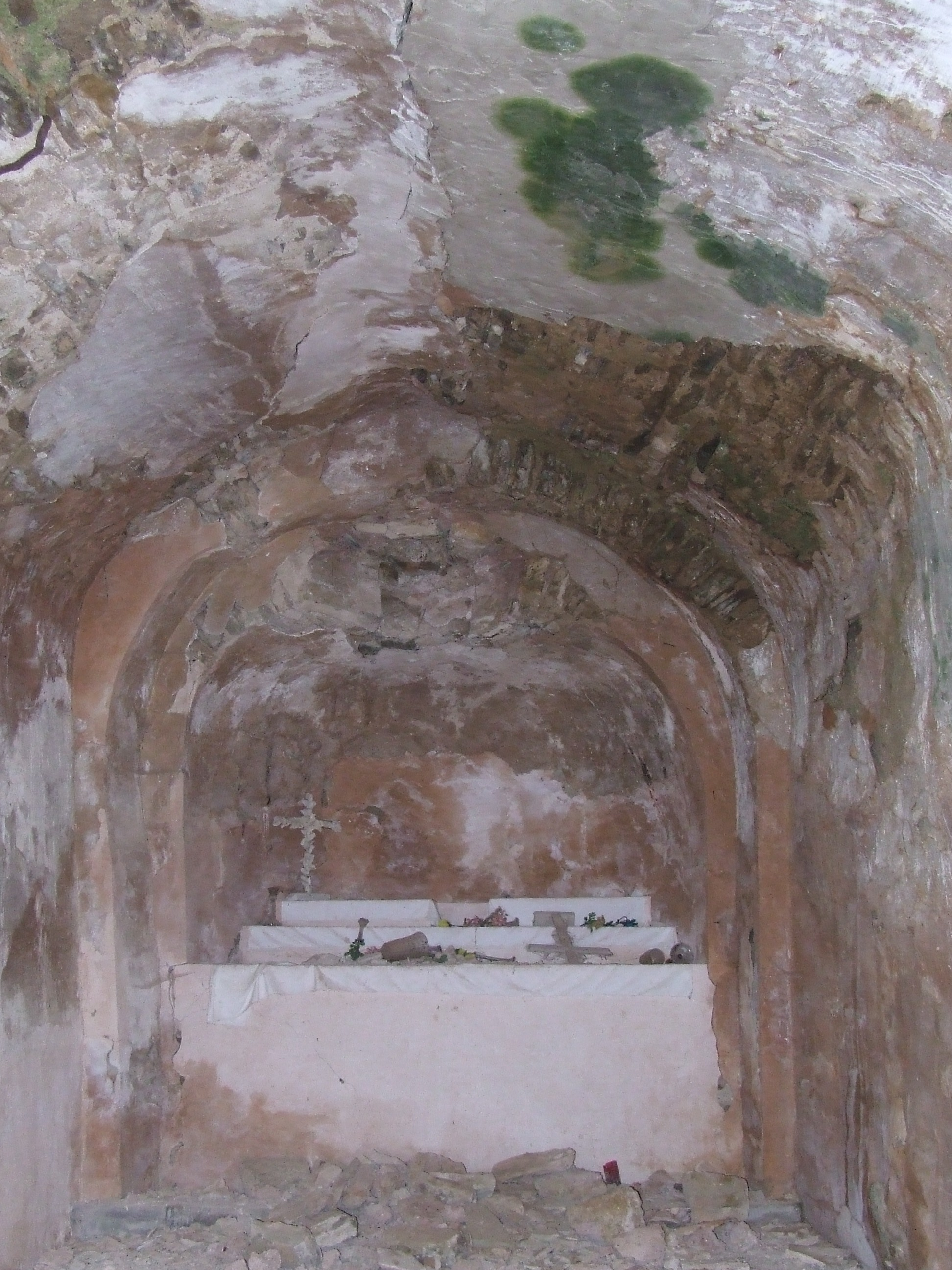
L'interior, en mal estat de conservació

Sant Fruitós d'Aransís és una església romànica del terme d'Aransís, actualment englobat en el de Gavet de la Conca, pertanyent al Pallars Jussà.
Està situada uns 500 metres a ponent i lleugerament al nord del poble d'Aransís. Ha constat sempre com a capella de la parròquia de Sant Pere d'Aransís, però se'n tenen molt poques notícies: una visita pastoral del 1758 i un pla parroquial del 1904.
S'hi accedeix des de la Carretera d'Aransís un quilòmetre al nord-oest del poble. Cal seguir el Camí del Pla, i al cap de poc desviar-se'n cap a migdia, seguint el camí de la Granja de Jeroni, que passa pel costat de l'ermita.
És un edifici d'una sola nau, molt senzill. Està coberta amb una volta de canó semicircular, i té un sol absis, a llevant, obert a la nau per un arc presbiteral. Presenta dues úniques obertures: la porta, a la façana de ponent, amb arc de mig punt fet de dovelles, i una finestra rectangular petita, també a ponent.
El temple ha estat molt alterat al llarg del temps. La porta original sembla que era a migdia, on hi ha restes d'uns encaixos potser d'un porxo.
L'aparell és del segle xi, fet de carreus irregulars però ben escairats i ben disposats en filades no del tot regulars. Evidencia una construcció molt rústega, però.

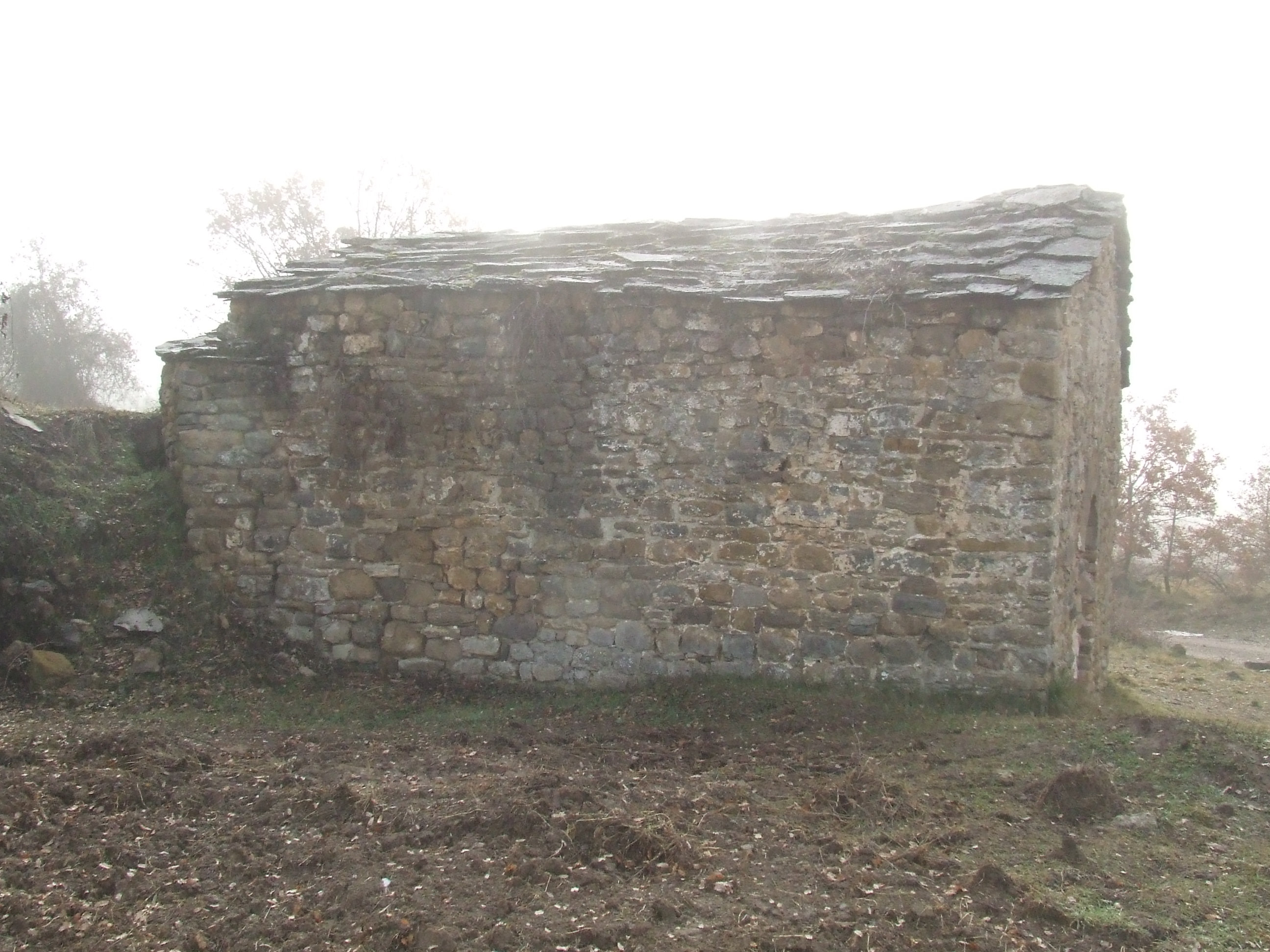
Façana nord i absis

L'estat en què es troba al tombant dels anys 2008 i 2009 és deplorable: la humitat ha afectat greument volta del temple, i amenaça ruïna si no s'hi fa una intervenció urgent. Dificulta la seva conservació el fet que tot el costat sud-oriental està semienterrat en el talús que existeix en aquell angle.

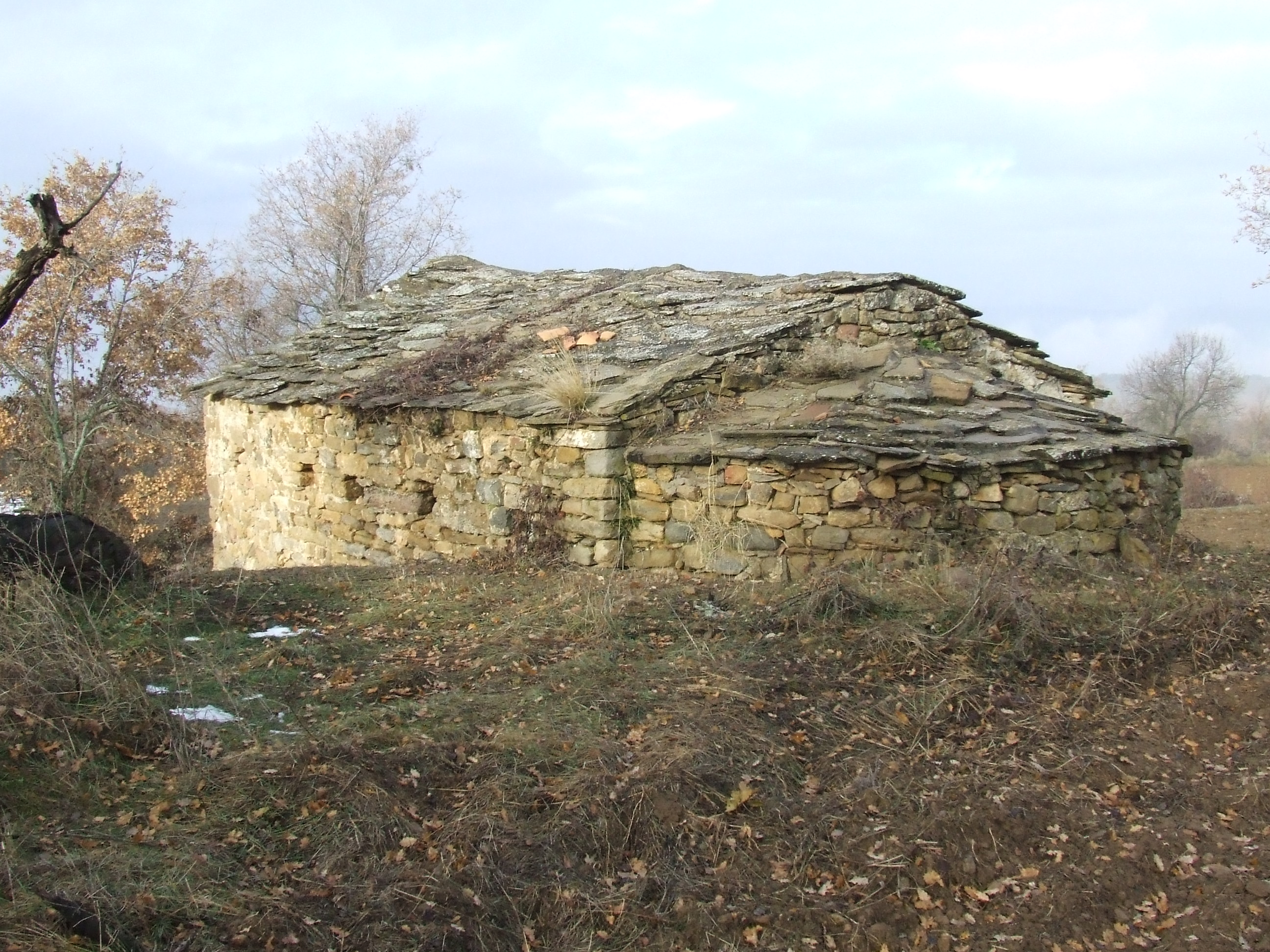
Façana sud i absis